# Bellmunt d'Urgell
Bellmunt d'Urgell es un municipio español de la provincia de Lérida, situado en el sur de la comarca de la Noguera. 

## Toponimia
Según el INE el municipio figuraba con el topónimo Bellmunt en los censos entre 1842 y 1981. Según las "Variaciones de los municipios de España de 1842" el municipio que aparece referido como Bellmunt de Urgel cambió su nombre por el de Bellmunt d'Urgell el 18 de abril de 1984.

## Geografía
Está situado entre Mongay, Penellas y Bellcaire, encima de una colina de 379 m sobre el nivel del mar de altitud. Forma parte de la sierra de Bellmunt, con límite con la comarca del Urgell. 
Se puede acceder desde la carretera local de Bellcaire, por la carretera de Mongay o por la carretera de Les Penelles. Bellmunt es conocido en toda la tierra ponentina como L’Espia d’Urgell (el espía de Urgell) o el Balcó d’Urgell (el Balcón de Urgell). Por la cara norte puede contemplarse una gran perspectiva de los Pirineos y por la cara sur se avista la Plana de l'Urgell. Su relieve es accidentado con pequeñas elevaciones que forman el conjunto de la Sierra de Bellmunt, incluida en el Plan de Espacios de Interés Natural.

## Economía
Agricultura de regadío y ganadería.

## Demografía
| 1900 | 1930 | 1950 | 1970 | 1981 | 1986 | 1990 | 1992 | 1994 | 1996 | 1998 | 2000 | 2001 | 2002 | 2004 | 2006 | 2011 |
| ---- | ---- | ---- | ---- | ---- | ---- | ---- | ---- | ---- | ---- | ---- | ---- | ---- | ---- | ---- | ---- | ---- |
| 519  | 443  | 351  | 248  | 238  | 239  | 236  | 238  | 238  | 233  | 233  | 231  | 237  | 235  | 226  | 225  | 202  |

## La escuela
Las escuelas del pueblo de Bellmunt no se encontraban ubicadas donde se encuentran las actuales, en la calle Domènec Cardenal. La escuela de niños estaba en la plaza Mayor, encima de la panadería y la de niñas se encontraba en la placita de ca l’Amans, que actualmente es la casa de Ramón Regué (de cal Pintxo).
La actual escuela de Bellmunt se construyó en tiempos del general Primo de Rivera y constaba de dos clases, una para los niños con un profesor y la otra para las niñas con una profesora.
El 10 de enero de 1929 se inauguró la escuela juntamente con la fuente del pueblo y la carretera de Les Penelles. A dicha inauguración, asistieron el gobernador civil, el gobernador militar, el obispo de Lérida, el presidente de la Diputación Provincial, el presidente de la Unión Patriótica, el delegado gobernativo, el ingeniero jefe de la Diputación y el inspector jefe de la Primera Enseñanza.
Como curiosidad cabe destacar que, por los alrededores de 1929, los profesores se desplazaban y entonces no hacían clase el lunes por la mañana. Por la tarde, los niños y niñas iban a esperar al maestro a Les Penelles y venían a Bellmunt a pie. Para recuperar esta mañana, hacían clase el sábado por la mañana. Por la mañana, en la clase de las niñas se hacían labores y por la tarde las dos clases decían el rosario. Al acabar, limpiaban las clases por turnos.
El centro educativo de Bellmunt se le atribuyó la denominación específica de Sant Bartomeu el año 1993. La escuela contaba con tres aulas: una para los niños de Educación Infantil y Ciclo Inicial, otra para los de Ciclo Medio y Ciclo Superior y otra para los maestros itinerantes.
El día 15 de mayo de 2004 se celebró el 75 aniversario de la inauguración de las escuelas.

## Lugares de interés
- Iglesia de San José, de estilo gótico-renacentista.